# Rejo Agung (Semboro)
Rejo Agung is een bestuurslaag in het regentschap Jember van de provincie Oost-Java, Indonesië. Rejo Agung telt 2143 inwoners (volkstelling 2010).